# 브리튼 제도의 공작 목록
브리튼 제도의 공작 목록(List of dukes in the peerages of Britain and Ireland, 2022년 10월 기준)은 다음과 같다.

### 잉글랜드의 공작
1. 콘월 공작 (Duke of Cornwall, 1337년)[Notes 1] 
  - 제25대 콘월 공작 윌리엄 (Prince William, 25th Duke of Cornwall)
2. 노퍽 공작 (Duke of Norfolk, 1483년 또는 1514년)  - 마셜 백작을 겸함
  - 제18대 노퍽 공작 에드워드 피츠앨런하워드 (Edward Fitzalan-Howard, 18th Duke of Norfolk)
3. 서머싯 공작 (Duke of Somerset, 1547년) 
  - 제19대 서머싯 공작 존 시모어 (John Seymour, 19th Duke of Somerset)
4. 리치먼드 공작 (Duke of Richmond, 1675년) 
  - 제11대 리치먼드 공작 찰스 고든레녹스 (Charles Gordon-Lennox, 11th Duke of Richmond) - 레녹스 공작을 겸함
5. 그래프턴 공작 (Duke of Grafton, 1675년) 
  - 제12대 그래프턴 공작 헨리 피츠로이 (Henry FitzRoy, 12th Duke of Grafton)
6. 뷰포트 공작 (Duke of Beaufort, 1682년) 
  - 제12대 뷰포트 공작 헨리 서머싯 (Henry Somerset, 11th Duke of Beaufort)
7. 세인트올번스 공작 (Duke of St Albans, 1684년) 
  - 제14대 세인트앨번스 공작 머레이 뷰클럭 (Murray Beauclerk, 14th Duke of St Albans)
8. 베드퍼드 공작 (Duke of Bedford, 1694년) 
  - 제15대 베드퍼드 공작 앤드루 러셀 (Andrew Russell, 15th Duke of Bedford)
9. 데번셔 공작 (Duke of Devonshire, 1694년) 
  - 제12대 데번셔 공작 페레그린 캐번디시 (Peregrine Cavendish, 12th Duke of Devonshire)
10. 말버로 공작 (Duke of Marlborough, 1702년) 
  - 제12대 말버로 공작 제임스 스펜서처칠 (James Spencer-Churchill, 12th Duke of Marlborough)
11. 루틀랜드 공작 (Duke of Rutland, 1703년) 
  - 제11대 루틀랜드 공작 데이비드 매너즈 (David Manners, 11th Duke of Rutland)

### 스코틀랜드의 공작
1. 로스시 공작 (Duke of Rothesay, 1398년)[Notes 1]  - 콘월 공작을 겸함
  - 제24대 로스시 공작 윌리엄 (Prince William, 24th Duke of Rothesay)
2. 해밀턴 공작 (Duke of Hamilton, 1643년)이자 브랜던 공작(Duke of Brandon, 1711년, 그레이트브리튼의 귀족) 
  - 제16대 해밀턴 공작 알렉산더 더글러스해밀턴 (Alexander Douglas-Hamilton, 16th Duke of Hamilton)
3. 버클루 공작 (Duke of Buccleuch, 1663년)이자 퀸즈베리 공작 (Duke of Queensberry, 1684년) 
  - 제10대 버클루 공작 리처드 스콧 (Richard Scott, 10th Duke of Buccleuch)
4. 레녹스 공작 (Duke of Lennox, 1675년) (이자 잉글랜드의 리치먼드 공작 (1675년)
  - 제11대 레녹스 공작 찰스 고든레녹스 (Charles Gordon-Lennox, 11th Duke of Richmond)
5. 아가일 공작 (Duke of Argyll, 1701년) 
  - 제13대 아가일 공작 토르킬 캠벨 (Torquhil Campbell, 13th Duke of Argyll)
6. 애톨 공작 (Duke of Atholl, 1703년) 
  - 제12대 애톨 공작 브루스 머레이 (Bruce Murray, 12th Duke of Atholl)
7. 몬트로즈 공작 (Duke of Montrose, 1707년) 
  - 제8대 몬트로즈 공작 제임스 그레이엄 (James Graham, 8th Duke of Montrose)
8. 록스버그 공작 (Duke of Roxburghe, 1707년) 
  - 제11대 록스버그 공작 찰스 이니스커 (Charles Innes-Ker, 11th Duke of Roxburghe)

### 그레이트브리튼의 공작
1. 브랜던 공작 (Duke of Brandon, 1711년)이자 해밀턴 공작(Duke of Hamilton, 1643년, 스코틀랜드의 귀족) 
  - 제13대 브랜던 공작 알렉산더 더글러스해밀턴 (Alexander Douglas-Hamilton, 13th Duke of Brandon)
2. 맨체스터 공작 (Duke of Manchester, 1719년) 
  - 제13대 맨체스터 공작 알렉산더 몬태규 (Alexander Montagu, 13th Duke of Manchester)
3. 노섬벌랜드 공작 (Duke of Northumberland, 1766년) 
  - 제12대 노섬벌랜드 공작 랄프 퍼시 (Ralph Percy, 12th Duke of Northumberland)

### 아일랜드 왕국의 공작
1. 렌스터 공작 (Duke of Leinster, 1766년) 
  - 제9대 렌스터 공작 모리스 피츠제럴드 (Maurice FitzGerald, 9th Duke of Leinster)
2. 애버콘 공작 (Duke of Abercorn, 1868년)[Notes 2] 
  - 제5대 애버콘 공작 제임스 해밀턴 (James Hamilton, 5th Duke of Abercorn)

### 연합왕국의 공작
1. 웰링턴 공작 (Duke of Wellington, 1814년) 
  - 제9대 웰링턴 공작 찰스 웰즐리 (Charles Wellesley, 9th Duke of Wellington)
2. 서덜랜드 공작 (Duke of Sutherland, 1833년) 
  - 제7대 서덜랜드 공작 프랜시스 에거턴 (Francis Egerton, 7th Duke of Sutherland)
3. 웨스트민스터 공작 (Duke of Westminster, 1874년) 
  - 제7대 웨스트민스터 공작 휴 그로스베너 (Hugh Grosvenor, 7th Duke of Westminster)
4. 고든 공작 (Duke of Gordon, 1876년)이자 리치먼드 공작 (Duke of Richmond, 잉글랜드의 귀족, 1675년)이자 레녹스 공작 (Duke of Lennox, 스코틀랜드의 귀족, 1675년) 
  - 제6대 고든 공작 찰스 고든레녹스 (Charles Gordon-Lennox, 6th Duke of Gordon)
5. 아가일 공작 (Duke of Argyll, 1892년)이자 아가일 공작 (Duke of Argyll, 스코틀랜드의 귀족, 1701년) 
  - 제6대 아가일 공작 토르킬 캠벨 (Torquhil Campbell, 13th Duke of Argyll)
6. 파이프 공작 (Duke of Fife, 1900년) 
  - 제4대 파이프 공작 데이비드 카네기 (David Carnegie, 4th Duke of Fife)
7. 글로스터 공작 (Duke of Gloucester, 1928년) 
  - 제2대 글로스터 공작 리처드 (Prince Richard, 2nd Duke of Gloucester)[Notes 3]
8. 켄트 공작 (Duke of Kent, 1934년) 
  - 제2대 켄트 공작 에드워드 (Prince Edward, 2nd Duke of Kent)[Notes 3]
9. 요크 공작 (Duke of York, 1986년) 
  - 제1대 요크 공작 앤드루 (Prince Andrew, 1st Duke of York)[Notes 3]
10. 케임브리지 공작 (Duke of Cambridge, 2011년) 
  - 제1대 케임브리지 공작 윌리엄 (Prince William, 1st Duke of Cambridge)[Notes 3]
11. 서식스 공작 (Duke of Sussex, 2018년) 
  - 제1대 서식스 공작 해리 (Prince Harry, 1st Duke of Sussex)[Notes 3]
12. 에든버러 공작 (Duke of Edinburgh, 2023년) 
  - 에든버러 공작 에드워드 (Prince Edward, Duke of Edinburgh)[Notes 3]